# Aerangis

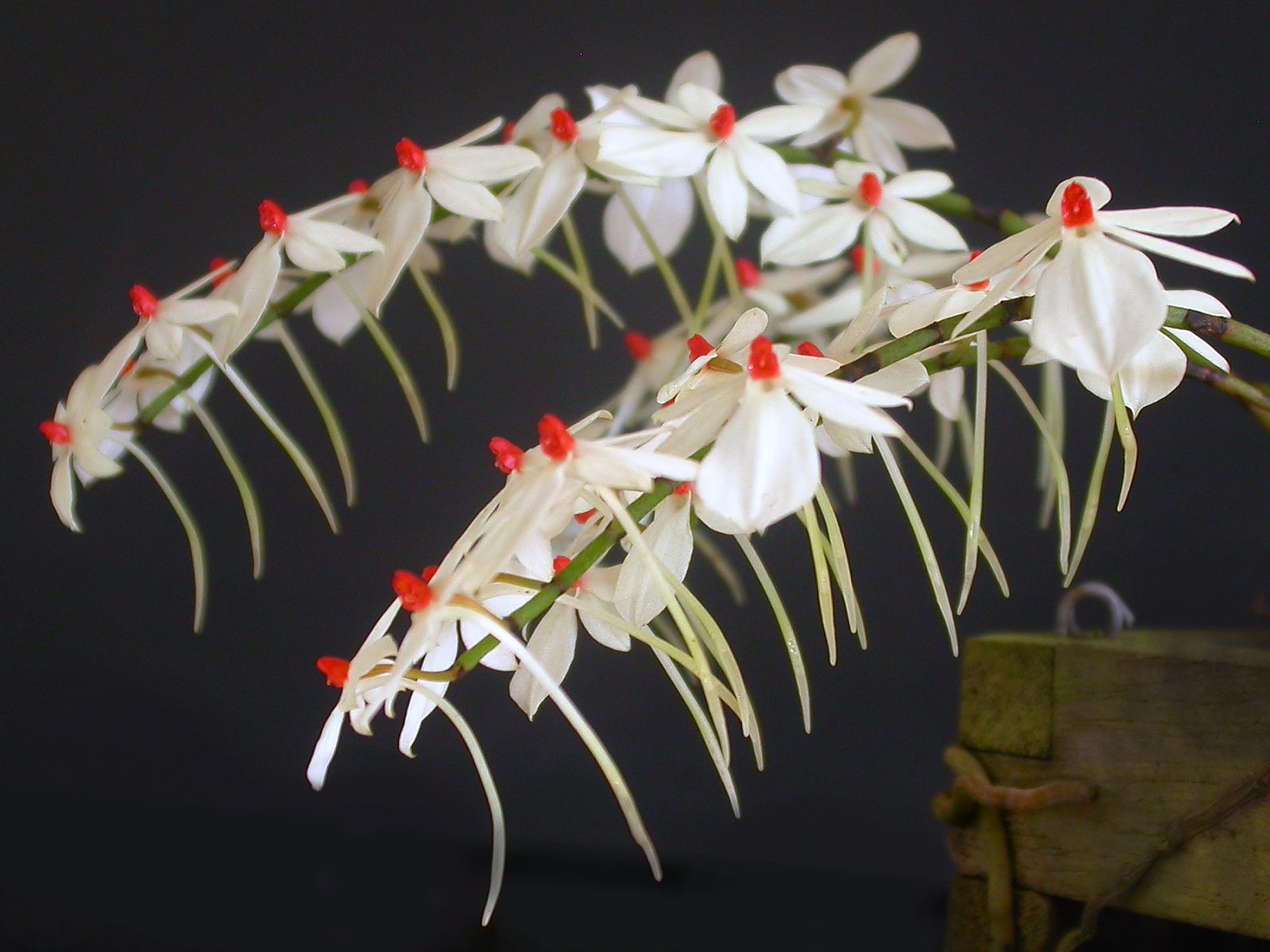
Aerangis luteoalba, em vista lateral, de modo a perceberem-se os nectários que deram origem ao nome do gênero.

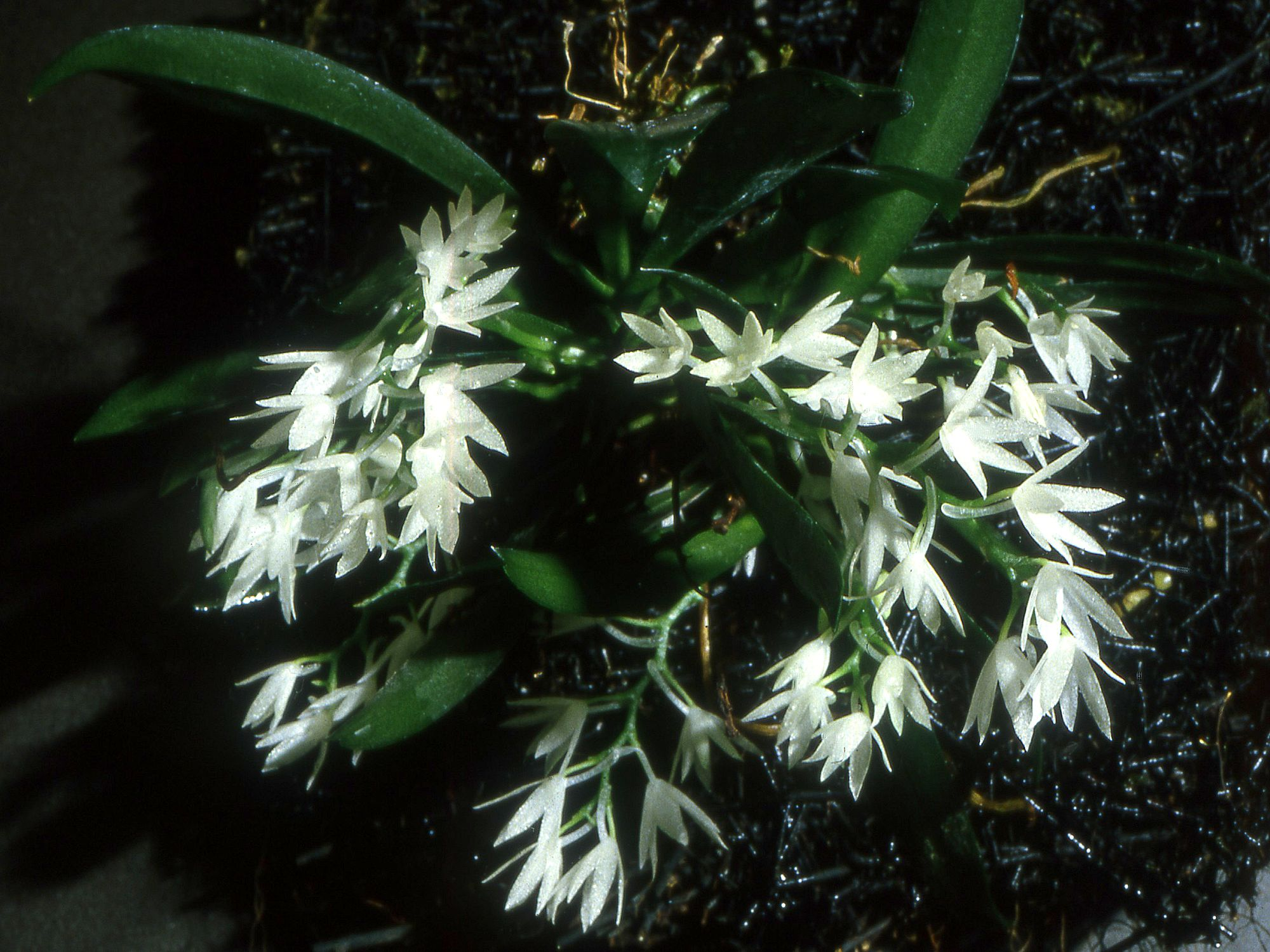
Aerangis hyaloides, uma das menores espécies neste gênero.

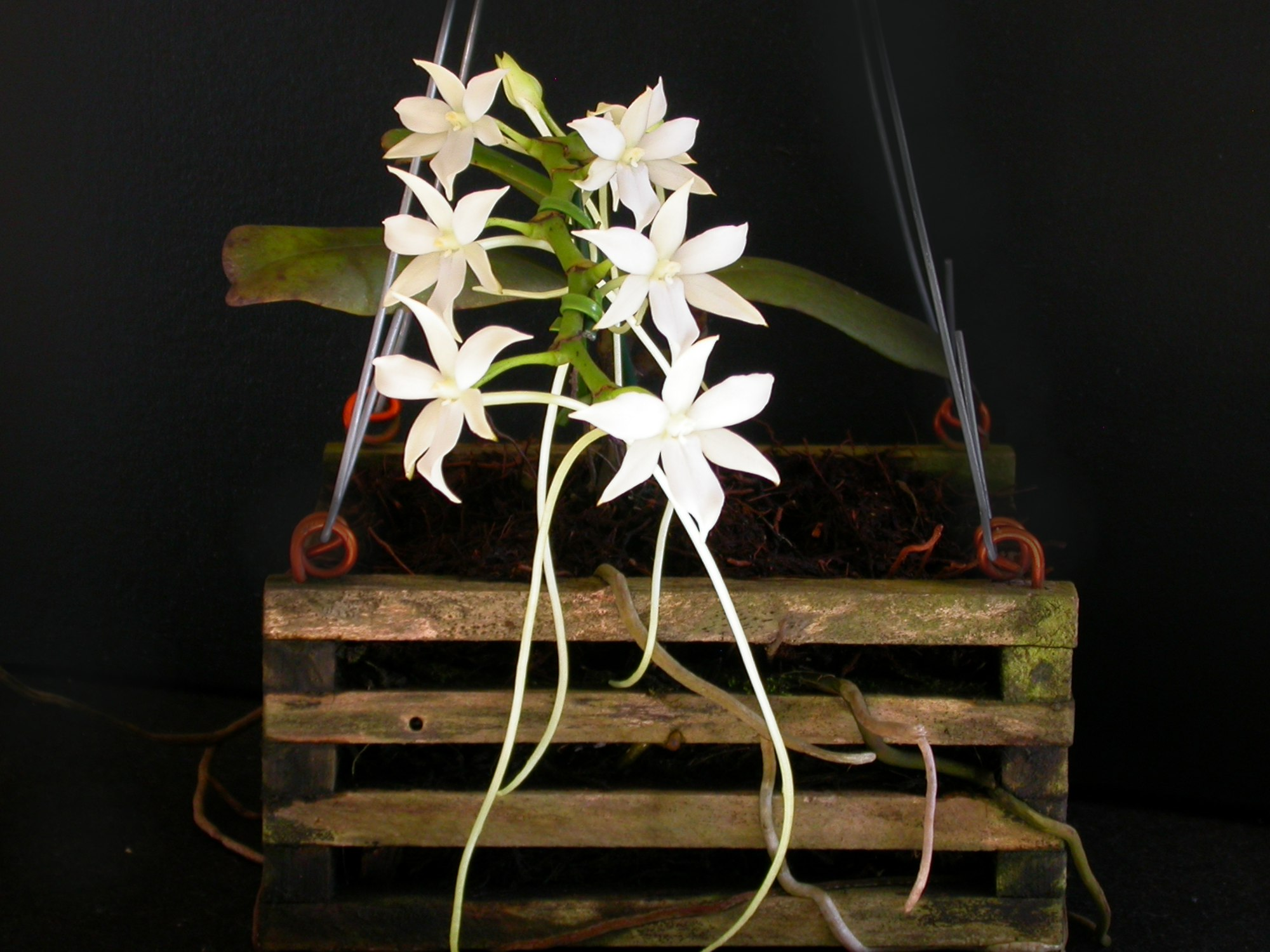
Aerangis articulata, uma de suas maiores espécies.

Aerangis é um género botânico pertencente à família das orquídeas (Orchidaceæ), composto por cerca de 50 espécies pequenas porém vistosas, quase na totalidade originárias da África.

## Etimologia
O nome deste gênero deriva da latinização de duas palavras gregas: αήρ, αέρος (aér, aéros), que significa "ar", e αγγος, que significa "vaso" ou "urna", referindo-se à forma de seu labelo que, por trás, próximo da base, prolonga-se em longo nectário.

## Sinônimos
São seus sinônimos:
- Radinocion Ridl., Bol. Soc. Brot. 5: 200 (1887).
- Barombia Schltr., Orchideen: 600 (1914).
- × Barangis auct., Orchid Rev. 90(1065) cppo: 8 (1982).

## Distribuição
Cerca de 30 espécies provém da África continental, Madagascar concentra mais de 20, 5 espécies existem em Comores, 1 no Sri Lanka e 1 em Reunião. Algumas das espécies existem em mais de um dos locais citados. Muitas das espécies são bastante raras, sendo difícil encontrá-las mesmo em seu maior ponto de concentração do habitat natural.

## Descrição
São plantas epífitas, monopodiais, de tamanhos variáveis, majoritariamente de médias a pequenas, com folhas verde escuras, de espessura variável, ocasionalmente marcadas por sutis veias marrons.  As inflorescências costumam ser múltiplas, comportando poucas ou muitas flores bastantes grandes em comparação ao tamanho das plantas. Suas flores são geralmente brancas, ou de delicadas cores pálidas e claras, rosadas, verdes ou marrons. Como já foi dito, apresentam longo nectário no labelo, em algumas espécies até 4 ou 5 vezes maior que o restante da flor. A característica distintiva deste gênero é o formato alongado da coluna e e do rostelo de suas flores, o último quase sempre bastante longo e proeminente, e duas polínias.

## Histórico
O gênero Aerangis foi proposto por Reichenbach em 1865, quando descreveu a Aerangis flabelifolia (espécie já descrita anteriormente por A.Rich. como Dendrobium brachycarpum) hoje conhecida como Aerangis brachycarpa, espécie-tipo do gênero. No final de 2012, eram aceitas 51 espécies e 2 híbridos naturais apesar de 112 nomes existirem neste gênero. Esta diferença corresponde a sinônimos, variedades, ou plantas ocasionalmente classificadas como Aerangis mas que hoje são atribuídas a outros gêneros.
Em 1865, quando Reichenbach chegou a conclusão que as diferenças morfológicas destas plantas eram tais que mereciam pertencer a um gênero à parte, 6 espécies já tinham sido sido descritas: a primeira delas, Aerangis citrata, fora descrita como Angraecum por Thouars em 1822; Neste gênero também foram descritas as Aerangis biloba, por Lindley em 1840; Aerangis mystacidii (1847), Aerangis arachnopus (1854) e Aerangis kotschyana (1864) pelo próprio Rchb.f.; e Aerangis brachycarpa por A.Rich. (1852), neste caso como um Dendrobium.
Em 1891, Kuntze, tendo encontrado o gênero Angorchis descrito por Thouars em 1809, julgou que este nome teria precedência sobre Aerangis por ter sido descrito em data anterior, e para este gênero removeu a maioria das espécies de Aerangis descritas até então. No entanto, este nome não pode ser utilizado por ter sido descrito de maneira ilegítima. Além disso Angorchis agrupava plantas diversas a maioria hoje classificadas no gênero Angraecum, do qual Angorchis é considerado sinônimo.
Outra grande confusão com as espécies deste gênero deve-se a Finet, que em 1907 propôs o gênero Rhaphidorhynchus e para ele transferiu a maioria das Aerangis. Para seu infortúnio, contudo a escolha de plantas que fez resultou em que sua proposta não fosse aceita uma vez que misturava espécies de Aerangis com espécies de Microcoelia que Lindley descrevera muito antes, em 1830. Hoje tanto Microcoelia como Aerangis são gêneros aceitos e bem estabelecidos, de modo que esse movimento feito por Finet é considerado injustificável e Rhaphidorhynchus é considerado um sinônimo de Microcoelia.
Tanto os gêneros Radinocion como Barombia foram descritos para uma espécie cada. São espécies com pequenas diferenças morfológicas do restante das espécies de Aerangis no entanto não tem sido estas diferenças não tem sido aceitas como suficientes para sua separação deste gênero.

## Filogenia
Estudos moleculares de 2006, mostraram que as subtribos Angraecinae e Aerangidinae são polifiléticas e indivisíveis, com gêneros e espécies bastante misturados entre as duas de modo que, para tornarem-se monofiléticas, deveriam ser unificadas com o nome de Angraecinae. A subribo é uma das três, ou quatro se considerarmos Aerangidinae em separado, junto com as monofiléticas Aeridinae e Polystachyinae, que compõe a tribo Vandeae de Orchidaceae.
Estudos moleculares sugerem que as espécies Microterangis hariotiana e Microterangis hildebrandtii deveriam ser incluídas neste gênero mas, como isto deixaria sem nome genérico as espécies remanescentes de Microterangis, esse movimento somente poderá ser feito após a proposta de novo gênero para elas.

## Espécies
O gênero Aerangis possui 53 espécies reconhecidas atualmente.
- Aerangis alcicornis (Rchb.f.) Garay
- Aerangis appendiculata (De Wild.) Schltr.
- Aerangis arachnopus (Rchb.f.) Schltr.
- Aerangis articulata (Rchb.f.) Schltr.
- Aerangis biloba (Lindl.) Schltr.
- Aerangis bouarensis Chiron
- Aerangis brachycarpa (A.Rich.) Durand & Schinz
- Aerangis calantha (Schltr.) Schltr.
- Aerangis carnea J.Stewart
- Aerangis chirioana Bellone & Chiron
- Aerangis citrata (Thouars) Schltr.
- Aerangis collum-cygni Summerh.
- Aerangis concavipetala H.Perrier
- Aerangis confusa J.Stewart
- Aerangis coriacea Summerh.
- Aerangis cryptodon (Rchb.f.) Schltr.
- Aerangis decaryana H.Perrier
- Aerangis distincta J.Stewart & la Croix
- Aerangis ellisii (B.S.Williams) Schltr.
- Aerangis fastuosa (Rchb.f.) Schltr.
- Aerangis flexuosa (Ridl.) Schltr.
- Aerangis fuscata (Rchb.f.) Schltr.
- Aerangis gracillima (Kraenzl.) J.C.Arends & J.Stewart
- Aerangis gravenreuthii (Kraenzl.) Schltr.
- Aerangis hologlottis (Schltr.) Schltr.
- Aerangis hyaloides (Rchb.f.) Schltr.
- Aerangis jacksonii J.Stewart
- Aerangis kirkii (Rchb.f.) Schltr.
- Aerangis kotschyana (Rchb.f.) Schltr.
- Aerangis luteoalba (Kraenzl.) Schltr.
- Aerangis macrocentra (Schltr.) Schltr.
- Aerangis maireae la Croix & J.Stewart
- Aerangis megaphylla Summerh. ex Mildbr.
- Aerangis modesta (Hook.f.) Schltr.
- Aerangis monantha Schltr.
- Aerangis montana J.Stewart
- Aerangis mooreana (Rolfe ex Sander) P.J.Cribb & J.Stewart
- Aerangis mystacidii (Rchb.f.) Schltr.
- Aerangis oligantha Schltr.
- Aerangis pallidiflora H.Perrier
- Aerangis primulina (Rolfe) H.Perrier
- Aerangis pulchella (Schltr.) Schltr.
- Aerangis punctata J.Stewart
- Aerangis rostellaris (Rchb.f.) H.Perrier
- Aerangis seegeri Senghas
- Aerangis somalensis (Schltr.) Schltr.
- Aerangis spiculata (Finet) Senghas
- Aerangis splendida J.Stewart & la Croix
- Aerangis stelligera Summerh.
- Aerangis stylosa (Rolfe) Schltr.
- Aerangis thomsonii (Rolfe) Schltr.
- Aerangis ugandensis Summerh.
- Aerangis verdickii (De Wild.) Schltr.